# Rio Aproak
O Rio Aproak é um rio da Guiana Francesa, com 270 quilômetros de comprimento, desaguando no Oceano Atlântico.